# La Salévienne
La Salévienne, Société d'histoire régionale, est une association (loi de 1901) visant la connaissance de l'histoire locale de la partie nord-ouest du département de la Haute-Savoie, appelée également Savoie du Nord, et correspondant au Bas-Genevois. En tant que société savante, elle est admise comme membre de l'Union des sociétés savantes de Savoie depuis septembre 2000.

## Histoire
La Salévienne a été créée en 1984 par quatre passionnés : Claude Mégevand (Président), Claude Barbier, Marielle Déprez et Donald Stämpfli. Elle rassemble plus de 200 membres.
La société d'histoire régionale s'intéresse principalement au territoire compris entre les cours d'eau du Rhône, de l'Arve, le Viaison et Les Usses. L'ensemble correspond ainsi à la partie nord de la province historique du Genevois ou Bas-Genevois, qui succède en partie à l'ancien comté de Genève, avec notamment les massifs du Salève et du Vuache, mais aussi la partie sud du canton de Genève (Suisse).
En 1988, l'association lance son site Internet.

## Activités
La Salévienne organise des conférences (près d'une par mois), des visites commentées, des itinéraires patrimoniaux et conçoit des panneaux historiques.
Elle possède une bibliothèque de plus de 10 800 références, dont la liste est accessible sur le Catalogue virtuel des Sociétés savantes de Savoie. Ses ouvrages portent sur l'histoire de la Savoie et de Genève, acquis par dons, achats ou échanges avec d'autres sociétés savantes. Ils sont accessibles à tous les adhérents sous forme de prêt.
La Salévienne actualise régulièrement une bibliographie de la région du Mont Salève (près de 2 640 références d’ouvrages écrits par près de 1 000 auteurs).
En 2018 et 2020, elle organise le Salon du Livre du Grand Genève, réunissant les acteurs de la création et de la publication d’ouvrages ayant trait au Grand Genève à la Chartreuse de Pomier (Présilly) . Le samedi 21 octobre 2023, elle propose un nouveau salon sous l'appellation Salon du livre du Genevois à Vitam (Neydens).

## Publications
La Salévienne a publié seule ou en coédition plus d'une soixantaine d’ouvrages (biographies, monographies de villes et villages, atlas, témoignages...) et 1 DVD. Parmi ces publications, elle édite une revue annuelle d'environ cent cinquante pages, Les Échos Saléviens (29 numéros à ce jour).
Elle édite également un bulletin de liaison appelé le Benon, envoyé gratuitement à ses membres (quatre fois par an) et consultable sur le site. Il permet de suivre les activités de La Salévienne ainsi que de découvrir les nouvelles publications sur la Savoie, les manifestations locales, les comptes rendus de réunions, des conférences et des visites, et propose des articles sur l’histoire de la région, des hommes et lieux qui l’ont marquée.

## Armoiries
La Salévienne s'est dotée d'armoiries composées par Gastone Cambin, membre de l'Académie internationale d'héraldique.
Description : écartelé d'or et d'azur. Sur le tout de gueules à la lettre S gothique d'argent.
- L'or et l'azur sont les couleurs des comtes de Genève (Connues à travers les sceaux des XIIIe et XIVe siècles)
- La lettre « S » symbolise l'initiale de La Salévienne

## Président
- 1984-2017 : Claude Mégevand
- 2017-2019 : Esther Deloche
- 2019- ... : Claude Mégevand